# Vilayet d'Ankara
1867–1922
Entités précédentes :
- Pachalik d'Ankara (Empire ottoman)

Entités suivantes :
- République de Turquie

Le vilayet d'Ankara est un vilayet (province) de l'Empire ottoman qui ayant existé de 1867 à 1922. Il se situe en Turquie actuelle, au centre du haut plateau d'Anatolie. Sa capitale est Ankara (ou Angora). Une partie de sa population est vidée par le génocide des Arméniens entre 1915 et 1916.

## Histoire

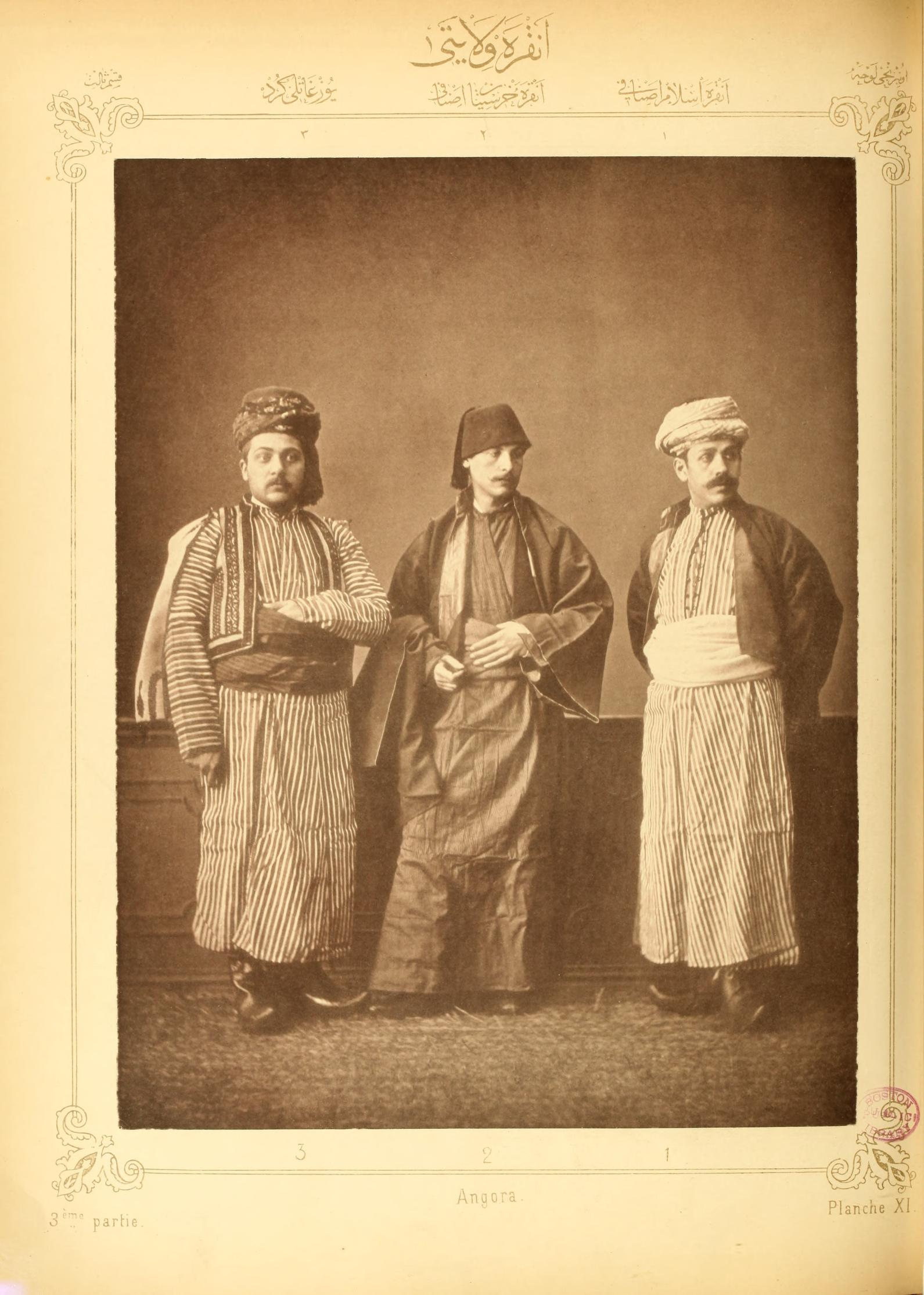
Artisan musulman d'Ankara, artisan chrétien d'Ankara, Kurde des environs de Yozgat. Pascal Sebah, 1873

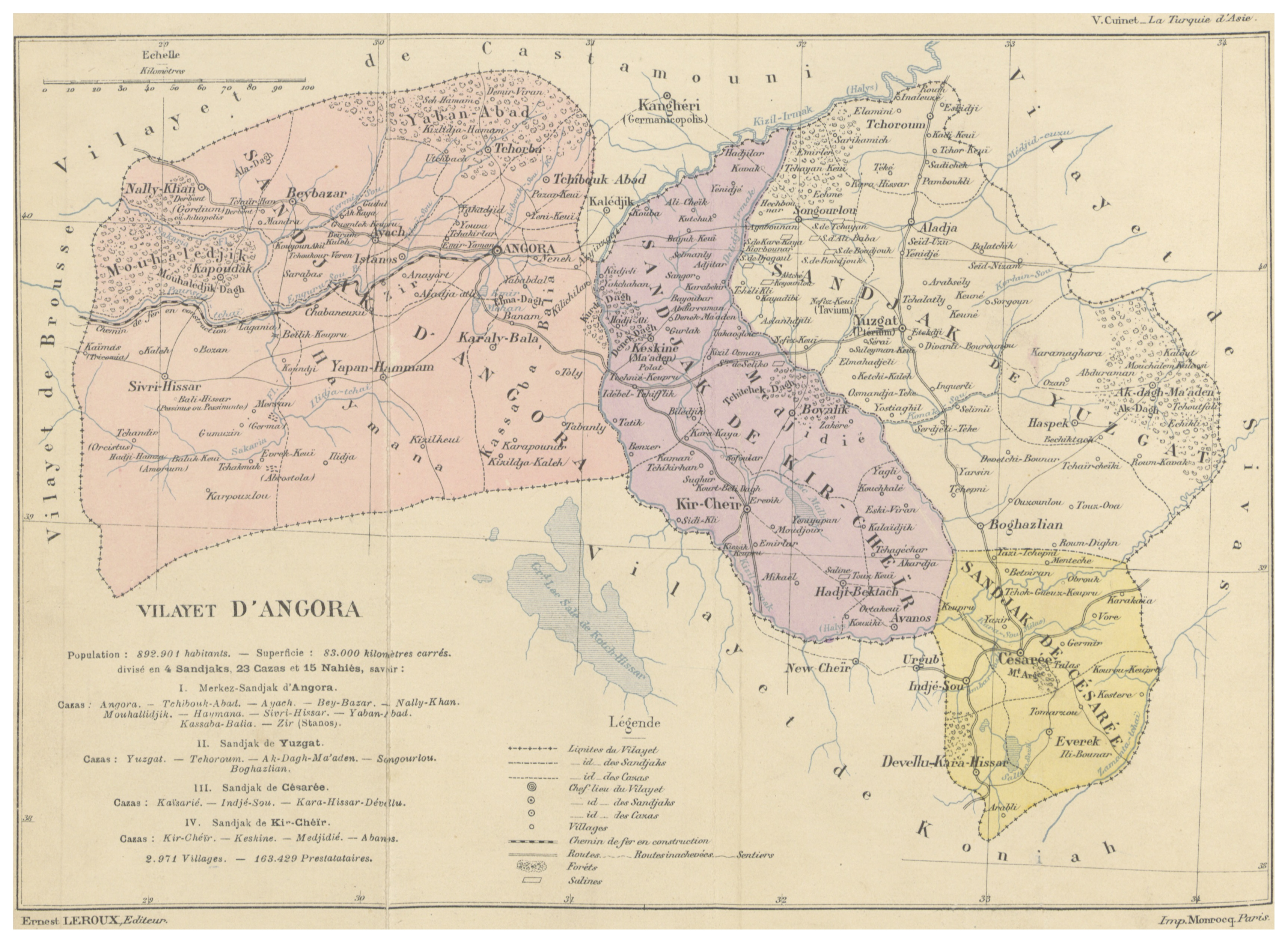
Vilayet d'Ankara. Cuinet, 1890

Le vilayet d'Ankara est créé en 1867 par la réforme administrative qui transforme les eyalets (ou pachaliks) en vilayets. Il est issu de l'ancien pachalik d'Ankara. Le recensement de 1885 (publié en 1908) lui attribue une population de 892 901 habitants, les données de ce recensement étant considérées comme approximatives ou incertaines.
Au début du XXe siècle, selon le géographe britannique G.W. Prothero, cette région dotée d'un sol fertile, mais au climat relativement froid et continental, produit des céréales et, dans les régions les mieux abritées, du tabac, du coton et des fruits. Une grande partie de la région n'est pas cultivée mais laissée en pâturage : on y élève la chèvre angora (qui produit le mohair), les moutons, chameaux et mules. Le chemin de fer traverse le plateau anatolien par Eskişehir, Ankara et Kayseri ; cependant, il a provoqué le déclin de l'artisanat textile, les habitants exportant la laine brute. Le sel gemme est aussi exploité.
La région est traversée par la grande route qui va du Bosphore à l'Arménie ; Ankara est reliée au chemin de fer à partir de 1892. La région connait une reconfiguration démographique à la suite du génocide arménien, et la déportation des Arméniens du vilayet.

### Le vilayet d'Angora et le génocide des Arméniens de 1915
En 1914, la population arménienne du vilayet d'Angora comptait près de 105 860 personnes répartie selon les travaux de Raymond Kevorkian en 88 localités, 105 églises, 11 monastères et 26 écoles. Une grande partie de cette population arménienne sera décimée pendant le génocide arménien de 1915

#### Le Kaza de Stanoz
Le kaza de Stanoz (ou Istanos), situé à environ 30 kilomètres d’Angora, comptait une population majoritairement arménienne, avec 3 142 habitants. La ville était réputée à l’époque pour son commerce de sofe, une étoffe fabriquée à partir de poils de chèvre, ainsi que pour la production de cuir. Elle vivait alors une période prospère, soutenue par des familles influentes telles que les Avakian (médecins, pharmaciens et fonctionnaires), les Minassian (avocats et assureurs) et les Kabzimalian (marchands de céréales).
Dès août 1914, une grande partie de la population économiquement active de Stanoz fut mobilisée et incorporée dans la Troisième Armée. En raison de sa proximité avec la gare de Sincanköy, le village était bien informé de l’évolution de la guerre et avait même eu vent de l’emprisonnement de 120 à 150 membres de l'élite arménienne d'Istanbul, qui avaient été détenus à environ 15 kilomètres à l’ouest d’Ayaş.
A la fin du mois de mai 1915, 15 personnes faisant partie des élites locales sont arrêtées (dont Giragos Kabzemalian, Arsen Turkmenian et Harutiun Avakian). Le 15 août 1915, tous les hommes de plus de 15 ans furent également capturés. Les hommes protestants furent invités à se convertir à l’islam, mais face à leur refus, ils furent brutalement égorgés.
Le journal arménien Aravot rapporta le 28 avril 1919 au sujet de Stanoz : « Certaines des maisons des résidents arméniens qui avaient été exilés pendant la Première Guerre mondiale ont été pillées et volées. Une grande partie de la population albanaise et bosniaque a été réinstallée dans ces maisons abandonnées. Les nouveaux habitants ont démoli de nombreuses structures et ont fourni du bois de chauffage en enlevant les poutres en bois et les planches des planchers et plafonds de nombreuses maisons. De plus, au lieu de se procurer du bois dans la forêt, ils ont coupé les arbres fruitiers dans les jardins pour se chauffer. Le résultat fut effroyable, car ce village autrefois prospère est devenu une ruine délabrée. Gradz Kar, un petit village arménien situé à une heure de Stanoz, composé de vingt maisons, subit le même sort ». Progressivement, la ville de Stanoz dépérit, pour complètement disparaitre, il ne reste aujourd'hui qu'un terrain vague.

#### Les Kaza de Nallıhan et Mihaliççik
Les kazas de Nallıhan et Mihaliççik abritaient deux petites colonies arméniennes : la première comptait 1 030 habitants et la seconde 272. Dès le mois d'avril 1915, suivant la rafle des Arméniens de Constantinople, certains rescapés témoignèrent que les notables turcs des Kaza commençaient à revendiquer la propriété de certains biens immobiliers arméniens. En août 1915, les notables turcs prirent soin d'empêcher l'accès aux enchères des biens arméniens, afin de pouvoir les acquérir eux-mêmes à bas prix. Ainsi, en l'espace de quelques jours, les propriétés arméniennes de Nallıhan passèrent entre les mains des Turcs.
Le 6 août, les hommes de 14 ans et plus furent arrêtés, et dès la même soirée, les premiers convois partirent, emportant près de 300 femmes et enfants. En chemin, les déportés durent faire face à de nombreux pillages et viols. Beaucoup de femmes et d’enfants de ces convois furent intégrés dans des familles turques et islamisées, tandis que d’autres suivirent la route des déportations vers la Syrie.

### Après la Première guerre mondiale

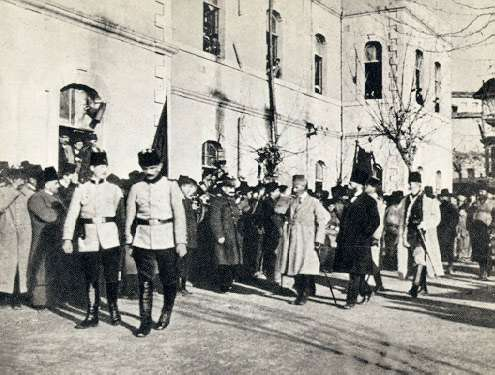
Arrivée à Ankara de Mustafa Kemal et des membres du congrès de Sivas, 27 décembre 1919

Ankara, ville moyenne de 20 000 habitants, est choisie par Mustafa Kemal comme capitale provisoire pendant la guerre d'indépendance turque. La Grande Assemblée nationale de Turquie s'y réunit le 23 avril 1920. La ville, au centre de l'Anatolie, est relativement à l'abri d'un coup de main ennemi ; reliée au chemin de fer et au télégraphe, elle permet des liaisons avec les trois fronts de la guerre : contre les Grecs en Ionie, les Français en Cilicie et les Arméniens sur le plateau nord-est. Cependant, les kémalistes doivent d'abord combattre le mouvement religieux de l'Armée du Calife et des féodaux anatoliens comme les Çapanoğlu de Bozok (Yozgat) : leur situation stratégique reste précaire jusqu'au traité de Sèvres (10 août 1920) qui retourne l'opinion en leur faveur.
Après la victoire de la Turquie et l'abolition de la monarchie, Ankara devient la capitale définitive, à la place d'Istanbul, le 13 octobre 1923.

## Subdivisions
Le vilayet d'Ankara comprenait les sandjaks (districts) suivants :
1. Sandjak d'Ankara (Ankara, Ayaş, Beypazarı, Sivrihisar, Çubuk, Nallıhan, Haymana, Kızılcahamam, Mihalıççık, Balâ, Kalecik)
2. Sandjak de Bozok (Yozgat, Akdağmadeni, Boğazlıyan)
3. Sandjak de Kayseri (Kayseri, Develi, İncesu)
4. Sandjak de Kırşehir (Kırşehir, Mucur, Hacıbektaş, Keskin, Çiçekdağı, Avanos)
5. Sandjak de Çorum (Çorum, Osmancık, Kargı, Sungurlu, İskilip)

### Sources et bibliographie
- Yves Ternon, Empire ottoman. Le déclin, la chute, l’effacement, Éditions du Félin, 2002.
- Raymond Kevorkian, Le Génocide des Arméniens, Édition Odile Jacob, 2006